# خشونت علیه روزنامه‌نگاران فلسطینی

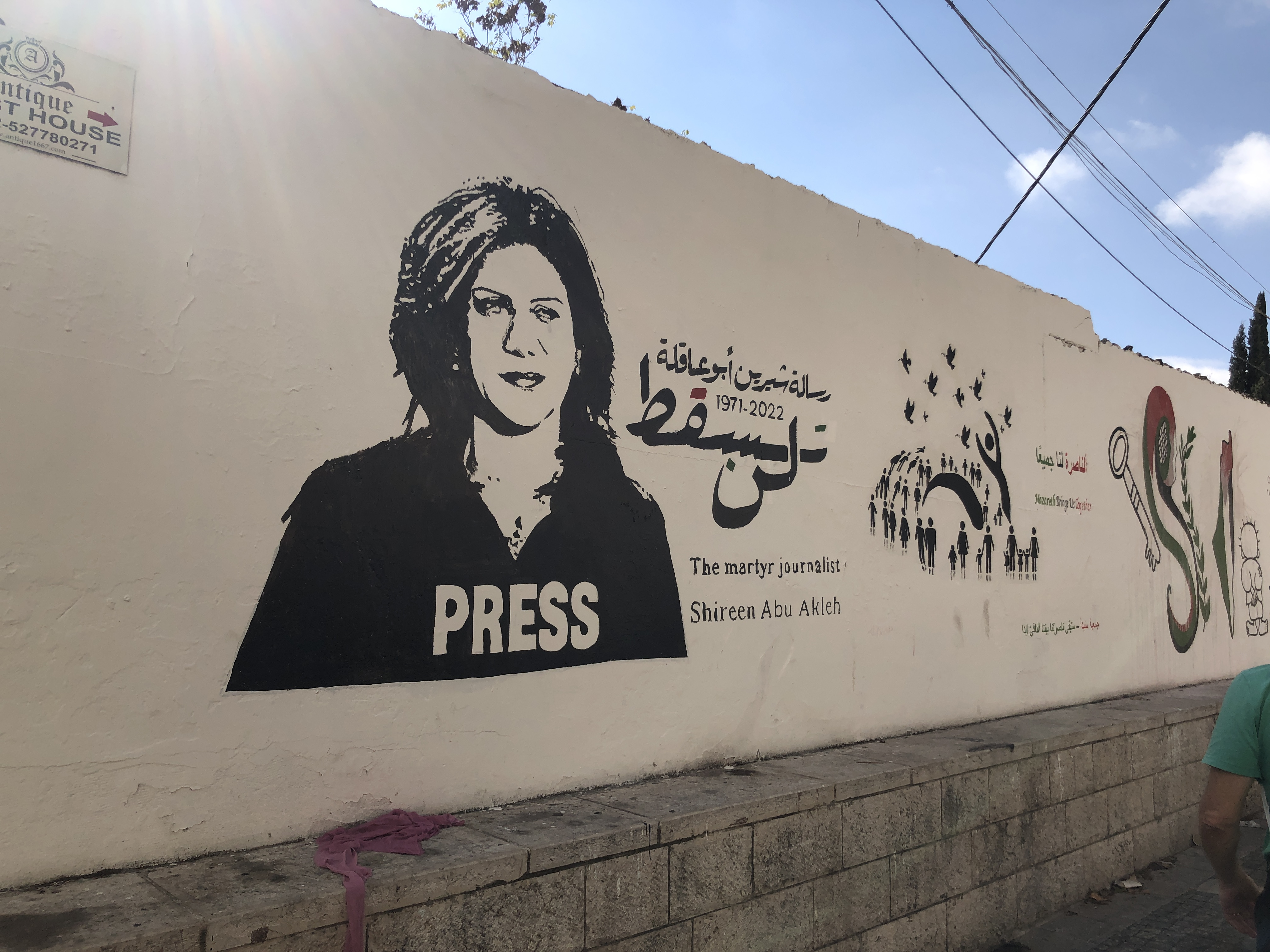
گرافیتی شیرین ابوعاقله خبرنگار الجزیره در ناصره که در سال ۲۰۲۲ توسط ارتش اسرائیل کشته شد و به‌طور گسترده به عنوان نماد روزنامه‌نگاری فلسطینی شناخته می‌شود.

سازمان‌های غیردولتی و گروه‌های حقوق بشری به مدت دهه‌ها خشونت علیه روزنامه‌نگاران فلسطینی را مستند کرده‌اند. اسرائیل، تشکیلات خودگردان فلسطینی، حماس، جهاد اسلامی و دیگران از خشونت علیه روزنامه‌نگاران فلسطینی استفاده کرده‌اند، که موجب شده فلسطین در شاخص آزادی مطبوعات ۲۰۲۳ سازمان گزارشگران بدون مرز، در رتبه ۱۵۶ از ۱۸۰ کشور قرار گیرد.
اشغالگری اسرائیل همچنان بزرگ‌ترین دلیل خشونت علیه روزنامه‌نگاران فلسطینی عنوان شده است. روزنامه‌نگاران فلسطینی که از مناطق اشغالی گزارش‌دهی می‌کنند با محدودیت‌ها و خطرات روبه‌رو بوده‌اند، به‌ویژه در خلال انتفاضه‌های اول و دوم که به‌ترتیب در سال‌های ۱۹۸۷ و ۲۰۰۰ آغاز شد. این خطرها در جریان جنگ جاری اسرائیل و حماس نیز وجود داشت. در سال ۲۰۲۳ رکورد بالایی از دستگیری‌ها و کشته‌شدن روزنامه‌نگاران فلسطینی توسط ارتش اسرائیل گزارش شد.
فریدوم هاوس اعلام کرده است که در کرانه باختری و غزه، روزنامه‌نگاران تحت نظارت و تهدید از سوی مقامات فلسطینی و اسرائیلی قرار دارند. در سال ۲۰۲۲، مرکز توسعه و آزادی رسانه‌ای فلسطین ۶۰۵ تخلف علیه آزادی رسانه‌ها را شناسایی کرده است، که ۶۹٪ از آن‌ها مربوط به اسرائیل بود.

## نقض حقوق روزنامه‌نگاران در جنگ حماس و اسرائیل
در جریان جنگ ۲۰۲۳ غزه، ارتش اسرائیل به دلیل کشتار زیاد روزنامه‌نگاران در غزه مورد انتقاد قرار گرفت. کمیته حفاظت از روزنامه‌نگاران (CPJ)، در رابطه با جنگ غزه، اسرائیل را در فهرست «بدترین بازداشت‌کنندگان روزنامه‌نگاران» قرار داد.
سال ۲۰۲۳ شاهد رکورد بالایی از دستگیری‌های روزنامه‌نگاران فلسطینی توسط ارتش اسرائیل در کرانه باختری بود، جایی که روزنامه‌نگاران در معرض خطر حملات از سوی مقامات اسرائیلی و فلسطینی و همچنین حملات از سوی شهرک‌نشینان اسرائیلی هستند. در همین حال، نوار غزه که از سال ۲۰۰۷ تحت محاصره اسرائیل قرار دارد، به عنوان یکی از «خطرناک‌ترین مکان‌ها» برای روزنامه‌نگاران به‌شمار می‌رود. از آغاز جنگ اسرائیل و حماس، که در ۷ اکتبر ۲۰۲۳ آغاز شد، ده‌ها روزنامه‌نگار فلسطینی توسط اسرائیل کشته شده‌اند؛ ۷۰٪ از روزنامه‌نگاران کشته شده در جهان در سال ۲۰۲۳ فلسطینی بوده‌اند. بسیاری از این کشته‌ها ناشی از حملات هوایی اسرائیل بوده است.